# Secuestro del hijo de Lindbergh
El secuestro de Charles Augustus Lindbergh Jr., el hijo mayor del aviador estadounidense Charles Lindbergh y Anne Morrow Lindbergh, fue uno de los crímenes más publicitados del siglo XX. El infante de veinte meses de edad fue secuestrado de la casa de la familia al este de Amwell, Nueva Jersey, en la tarde del 1 de marzo de 1932. Más de dos meses después, el 12 de mayo de 1932, su cuerpo en avanzado estado de descomposición fue descubierto a escasa distancia de la casa de los Lindbergh en el vecino municipio de Hopewell. El examen forense determinó que la causa de la muerte fue una fractura masiva del cráneo .
Después de una investigación que duró más de dos años, Bruno Richard Hauptmann fue arrestado y acusado del crimen. En un juicio que se celebró del 2 de enero al 13 de febrero de 1935, Hauptmann fue declarado culpable de asesinato en primer grado y sentenciado a muerte. Fue ejecutado en la silla eléctrica en la prisión estatal de Nueva Jersey el 3 de abril de 1936. Hauptmann proclamó su inocencia hasta el final. Posteriormente se determinó que Bruno Hauptmann era el casero del posible culpable del asesinato del infante, debido a que este pudo haberle rentado un cuarto con anterioridad, en donde se encontraron objetos que usó el supuesto responsable y el dinero del rescate que había sido marcado.
El periodista H. L. Mencken llamó al secuestro y posterior juicio «la historia más grande desde la Resurrección». El crimen espoleó al Congreso a aprobar la Ley de Secuestro Federal, comúnmente llamada «Ley de Lindbergh», lo que hizo que el transporte de una víctima de secuestro a otros estados fuera un crimen federal.

## El crimen
A las 7:30 p. m. del 1 de marzo de 1932, la enfermera de la familia, Betty Gow, puso al infante de veinte meses de edad, Charles Lindbergh Jr., a dormir en su cuna. Envolvió al bebé en una manta y la ató con dos grandes pasadores para evitar que se moviera durante el sueño. Alrededor de las 9:30 p. m., Charles Lindbergh Sr., el padre del bebé, oyó un ruido que le hizo pensar que los listones de la caja de naranjas en la cocina se habían desprendido y caído. Sin embargo, a las 10:00 p. m., Betty Gow regresó a la habitación del bebé y descubrió que no estaba en su cuna. Preguntó a la señora Lindbergh, que acababa de salir de su baño, si el bebé estaba con ella.
Al no encontrar al bebé con su madre, la enfermera fue a hablar con el señor Lindbergh, quien estaba en la biblioteca justo debajo de la habitación del bebé, en la esquina sureste de la casa. Este se dirigió de inmediato a la habitación del niño para ver por sí mismo que el bebé había desaparecido. Mientras buscaba por la habitación, se encontró con un sobre blanco en el alféizar de la ventana por encima del radiador.
Lindbergh tomó su arma y fue por toda la casa en busca de intrusos. En veinte minutos, los policías locales estaban en camino a la casa, junto con los medios de comunicación y el abogado de la familia. Más tarde esa noche, una huella de neumáticos fue descubierta en el lodo causado por las condiciones climáticas de lluvia en los días anteriores. Poco después de que la policía hubiera comenzado a buscar cerca del perímetro de la casa, descubrieron tres piezas de una escalera en un arbusto cercano que parecía diseñada inteligentemente pero toscamente construida.